# Vineyard (Utah)
Vineyard é uma cidade  localizada no estado norte-americano de Utah, no Condado de Utah.

## Demografia
Segundo o censo norte-americano de 2000, a sua população era de 150 habitantes.
Em 2006, foi estimada uma população de 148, um decréscimo de 2 (-1.3%).

## Geografia
De acordo com o United States Census Bureau tem uma área de
11,5 km², dos quais 10,2 km² cobertos por terra e 1,3 km² cobertos por água.

## Localidades na vizinhança
O diagrama seguinte representa as localidades num raio de 12 km ao redor de Vineyard.

## Escola de Educação e Desportos
Vineyard is also home to a number of famous schools and Universities, including Vineyard Elementary, Trailside Elementary, Franklin Discovery Academy, and Grind Athletics as Sport school. 